# Islandia na Zimowych Igrzyskach Olimpijskich 2002
Islandię na Zimowych Igrzyskach Olimpijskich 2002 reprezentowało 6 zawodników. Był to czternasty start Islandii na zimowych igrzyskach olimpijskich.

## Wyniki reprezentantów Islandii

### Narciarstwo alpejskie

#### Mężczyźni
| Zawodnik              | Konkurencja   | 1. przejazd | 1. przejazd | 2. przejazd | 2. przejazd | Czas końcowy     | Pozycja          | Źródło |
| Zawodnik              | Konkurencja   | Czas        | Pozycja     | Czas        | Pozycja     | Czas końcowy     | Pozycja          | Źródło |
| --------------------- | ------------- | ----------- | ----------- | ----------- | ----------- | ---------------- | ---------------- | ------ |
| Kristinn Magnússon    | Slalom gigant | 1:17.50     | 49.         | 1:16.29     | 41.         | 2:33.79          | 42.              | [ 1 ]  |
| Björgvin Björgvinsson | Slalom gigant | 1:15.86     | 41.         | DNF         | DNF         | Nieklasyfikowany | Nieklasyfikowany | [ 1 ]  |
| Jóhann Haraldsson     | Slalom gigant | 1:19.10     | 56.         | DNF         | DNF         | Nieklasyfikowany | Nieklasyfikowany | [ 1 ]  |
| Kristinn Björnsson    | Slalom        | 53.05       | 30.         | 56.76       | 22.         | 1:49.81          | 21.              | [ 2 ]  |
| Jóhann Haraldsson     | Slalom        | 56.98       | 42.         | 1:00.19     | 27.         | 1:57.17          | 28.              | [ 2 ]  |
| Björgvin Björgvinsson | Slalom        | DNF         | DNF         | NQ          | NQ          | Nieklasyfikowany | Nieklasyfikowany | [ 2 ]  |
| Kristinn Magnússon    | Slalom        | DNF         | DNF         | NQ          | NQ          | Nieklasyfikowany | Nieklasyfikowany | [ 2 ]  |

#### Kobiety
| Zawodnik                    | Konkurencja   | 1. przejazd | 1. przejazd | 2. przejazd | 2. przejazd | Czas końcowy     | Pozycja          | Źródło |
| Zawodnik                    | Konkurencja   | Czas        | Pozycja     | Czas        | Pozycja     | Czas końcowy     | Pozycja          | Źródło |
| --------------------------- | ------------- | ----------- | ----------- | ----------- | ----------- | ---------------- | ---------------- | ------ |
| Dagný Linda Kristjánsdóttir | Zjazd         | 1:44.72     | 31.         | Nie dotyczy | Nie dotyczy | 1:44.72          | 31.              | [ 3 ]  |
| Dagný Linda Kristjánsdóttir | Supergigant   | DNF         | DNF         | Nie dotyczy | Nie dotyczy | Nieklasyfikowany | Nieklasyfikowany | [ 3 ]  |
| Dagný Linda Kristjánsdóttir | Slalom gigant | 1:33.07     | 54.         | DNS         | DNS         | Nieklasyfikowany | Nieklasyfikowany | [ 3 ]  |
| Emma Furuvik                | Slalom        | 1:00.39     | 43.         | 1:01.53     | 32.         | 2:01.92          | 33.              | [ 4 ]  |

| Zawodnik                    | Konkurencja | Slalom         | Slalom         | Slalom         | Slalom  | Zjazd | Zjazd   | Czas końcowy     | Pozycja          | Źródło |
| Zawodnik                    | Konkurencja | Czas przejazdu | Czas przejazdu | Czas całkowity | Pozycja | Czas  | Pozycja | Czas końcowy     | Pozycja          | Źródło |
| Zawodnik                    | Konkurencja | 1              | 2              | Czas całkowity | Pozycja | Czas  | Pozycja | Czas końcowy     | Pozycja          | Źródło |
| --------------------------- | ----------- | -------------- | -------------- | -------------- | ------- | ----- | ------- | ---------------- | ---------------- | ------ |
| Dagný Linda Kristjánsdóttir | Kombinacja  | 50.24          | 47.92          | 1:38.16        | 24.     | DNF   | DNF     | Nieklasyfikowany | Nieklasyfikowany | [ 5 ]  |